# Автопортрет художницы с дочерью
«Автопортре́т худо́жницы с до́черью» (фр. Madame Vigée-Lebrun et sa fille) — картина французской художницы Элизабет Виже-Лебрен, изображающая её саму вместе с девятилетней дочерью Жюли. «Это весьма прогрессивное изображение матери и ребёнка отражает идеи эпохи Просвещения о материнстве и женственности».

## Описание
Художница изобразила себя на полотне в обнимку со своим единственным ребёнком, дочерью Жюли.

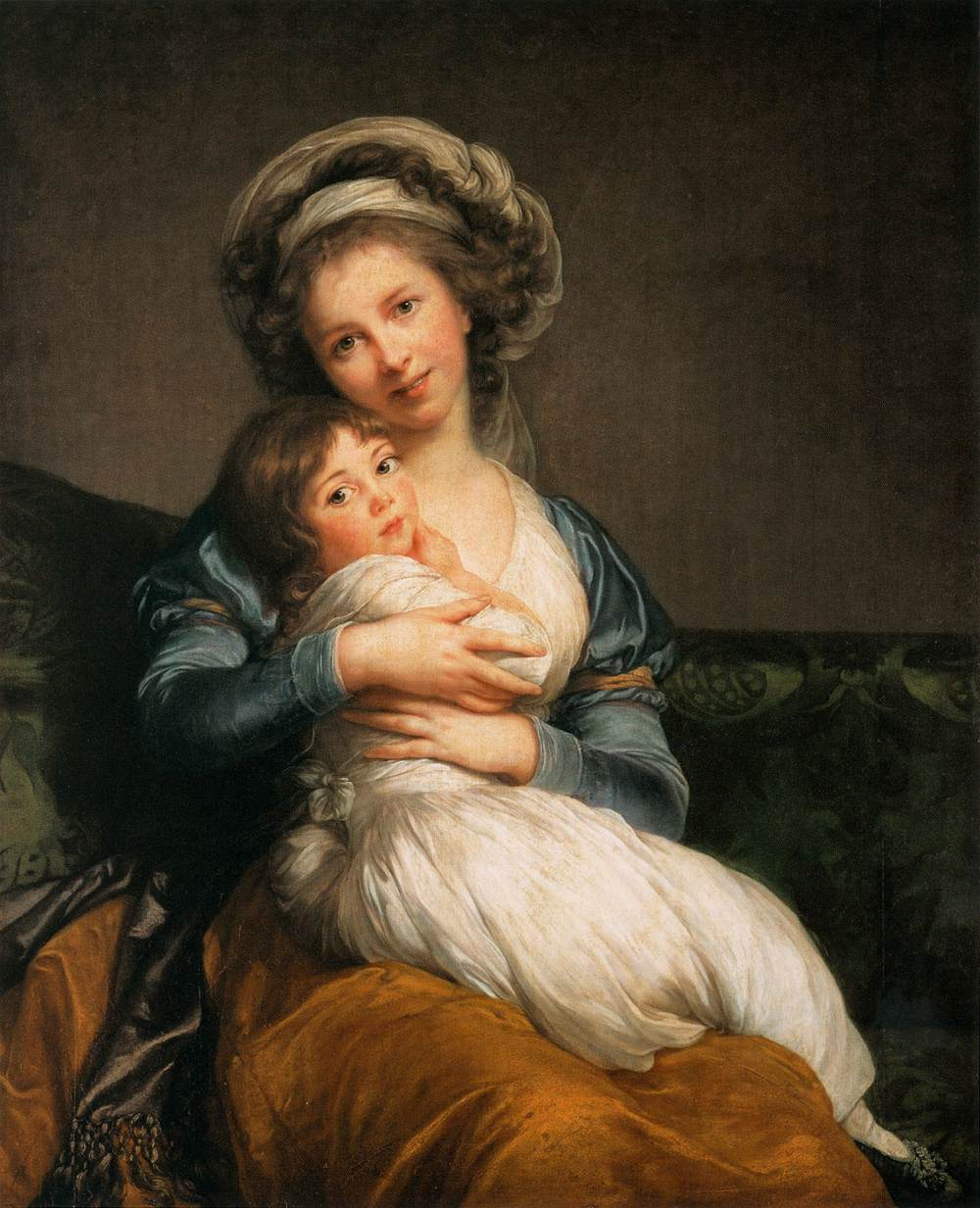
Автопортрет с дочерью, 1786

Это второй автопортрет художницы подобного типа; первый был написан тремя годами ранее, был выставлен на Салоне 1787 года и пользовался большой популярностью, получив прозвание «Материнская нежность» (La Tendresse maternelle). Ныне он также находится в Лувре.
Вторая картина — вариант «в греческих костюмах», была написана Элизабет по просьбе графа д’Ангивиллера, генерального директора Королевских строений. В собрании Лувра картина оказалась после революции, будучи конфискованной.
«Эти два портрета поразили своё время, потому что они выражают изменение, которое произошло тогда в менталитете относительно места матери и концепции материнской любви. С середины века наблюдалось глобальное увлечение всем, что связано с „природой“, — беспрецедентное развитие естественных наук, интерес к жизни „диких“ популяций (…). Выразительность естественных чувств, которые до сих пор скрывались, была элементом этого движения. В обществе, как в искусстве, так и в литературе, эмоции, особенно в сентиментальной форме, занимают главное место». В культуре изменилось отношение к выражению материнской любви, которую стали признавать как «инстинктивную». Эту любовь в духе Жан-Жака Руссо общество стало ценить и прославлять — в отличие от предшествующей традиции отдалять от себя ребёнка, отдавая кормилицам и гувернерам. Эти изменения достигли самых верхов общества: о ежедневных встречах со своими детьми (что расходилось с традициями дворцового этикета) рассказывала в том числе королева Мария-Антуанетта.
При создании этих портретов художница, разумеется, ориентировалась на предшествующую традицию религиозной живописи — изображения Мадонн, которые веками оставались главной иллюстрацией материнской любви в искусстве. Портреты реальных людей, матерей с детьми, веками оставались лишь парадными картинами, лишёнными эмоционального взаимодействия и демонстрирующими социальные взаимосвязи. «Но два автопортрета Виже Лебрен с дочерью, написанные для удовольствия и частного пользования, избегают условностей официального портрета. Нежные жесты, обнимающаяся поза выражают удвоенное чувство любви и материнской защиты». Обе модели смотрят в глаза зрителю, впечатление от картин очень искреннее и живое, ребёнок с удовольствием позирует.
В дальнейшем художница будет повторять схему этого портрета для заказных изображений аристократок с их детьми, в том числе и русских дворянок.

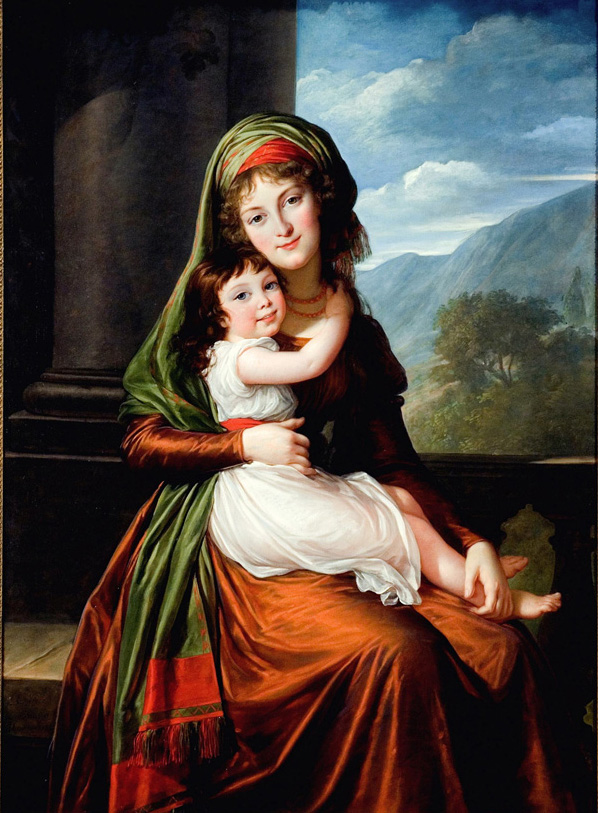
«Графиня фон Шонфельд с дочерью», 1793
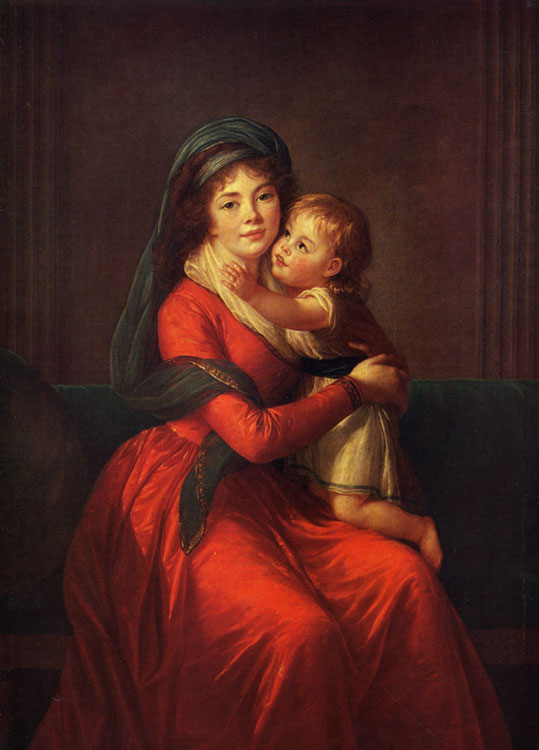
«Александра Голицына с сыном», 1794
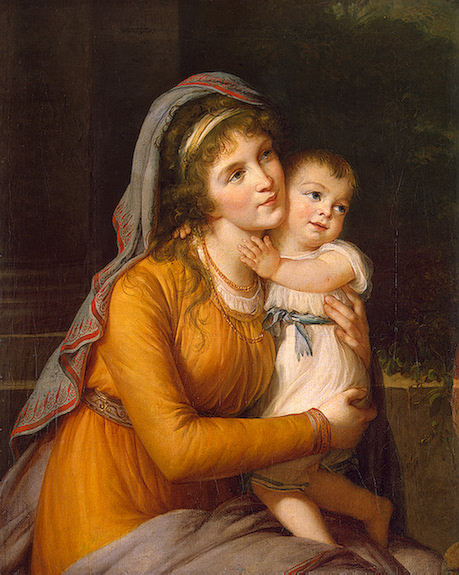
«Анна Строганова с сыном», 1795
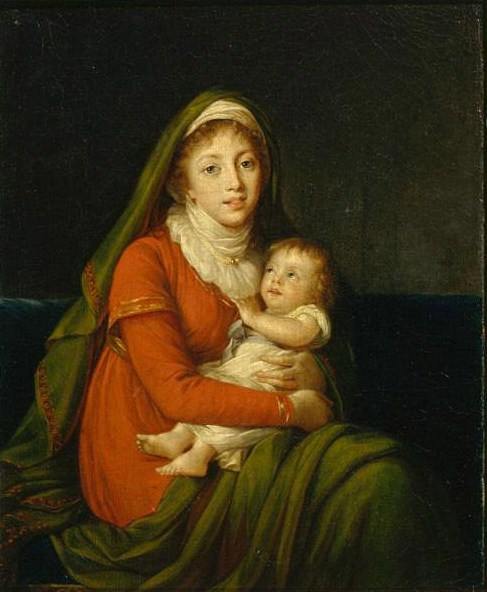
«Софья Строганова с сыном», 1795

## Жюли
Второй человек на картине — дочь художницы Жанна-Люси-Луиза, известная под уменьшительным именем Жюли; 12 февраля 1780—1819) от брака с художником Жаном-Батистом-Пьером Ле Бреном. Брак этот оказался несчастливым, супруги жили раздельно, и когда после Французской революции художница покинула родину, в изгнание за ней последовала малолетняя дочь и её гувернантка, с которыми они прибыли в Россию. Жюли умела рисовать, известно несколько созданных ею пастелей; среди них барон Николай Врангель упоминал два портрета императрицы Елизаветы Алексеевны, судьба которых неизвестна.
Когда Элизабет работала в Петербурге, уже подросшая Жюли отказалась выходить замуж за художника Герена, которого ей выбрала мать. И в 1799 или 1800 году, после ссоры с матерью, вышла за Гаэтана-Бернара Нигри (Gaëtan-Bernard Nigris; ок.1766-1831?) — секретаря директора российских императорских театров. По воспоминаниям Элизабет, она смогла обеспечить дочери хорошее приданое. С мужем Жюли несколько лет спустя рассталась, однако с матерью не помирилась; вернулась в Париж, где выставила свои картины по крайней мере на одной выставке, но успеха не имела. В возрасте 39 лет она скончалась от пневмонии в бедности.

### Другие портреты Жюли

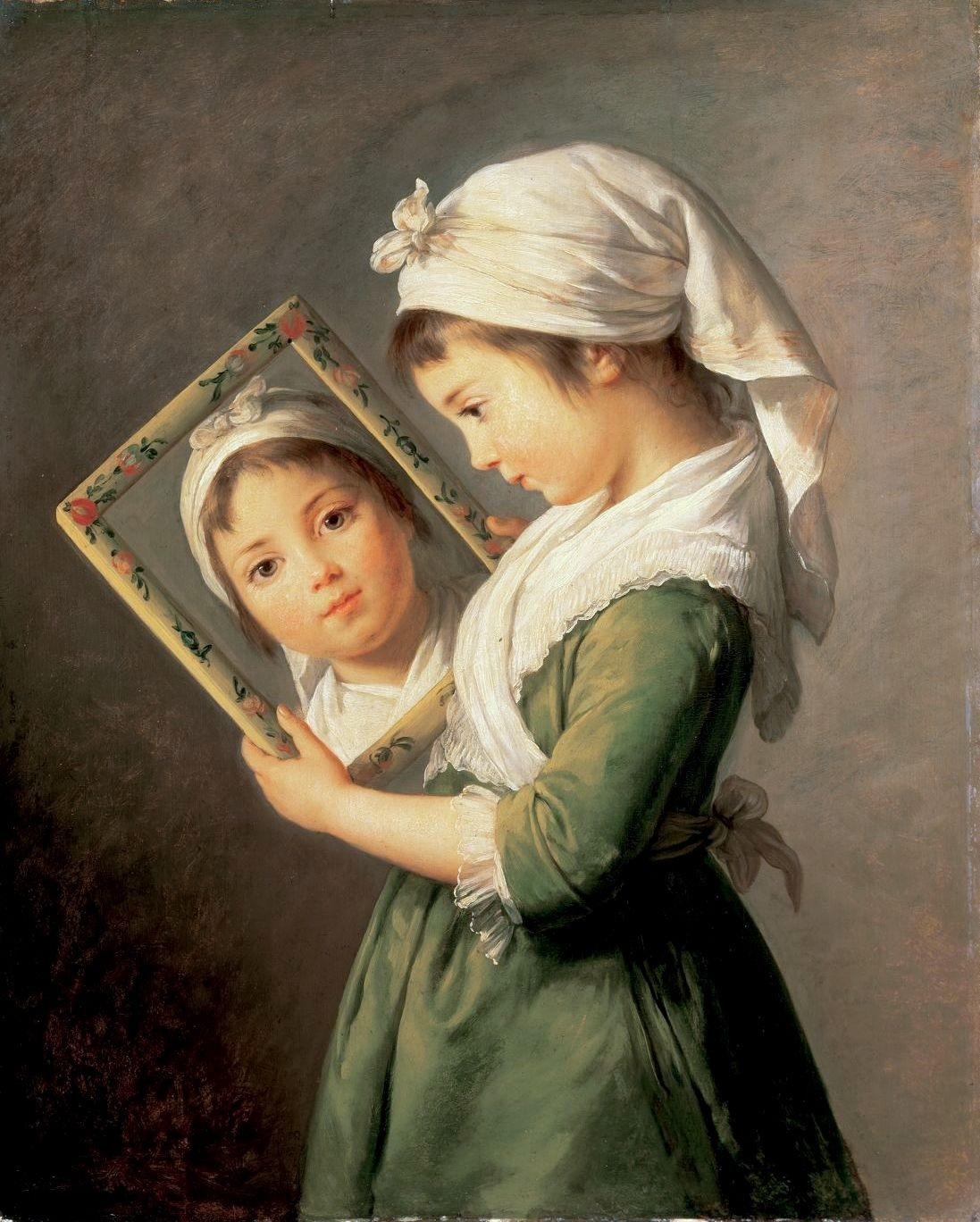
1787
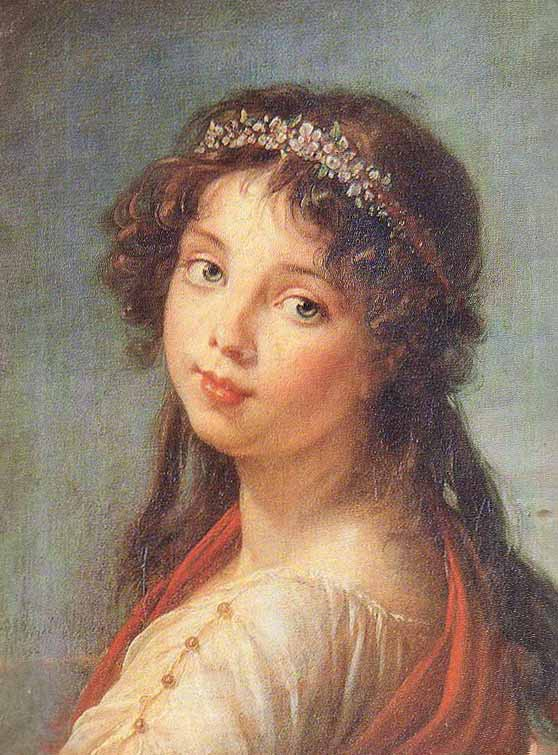
1789
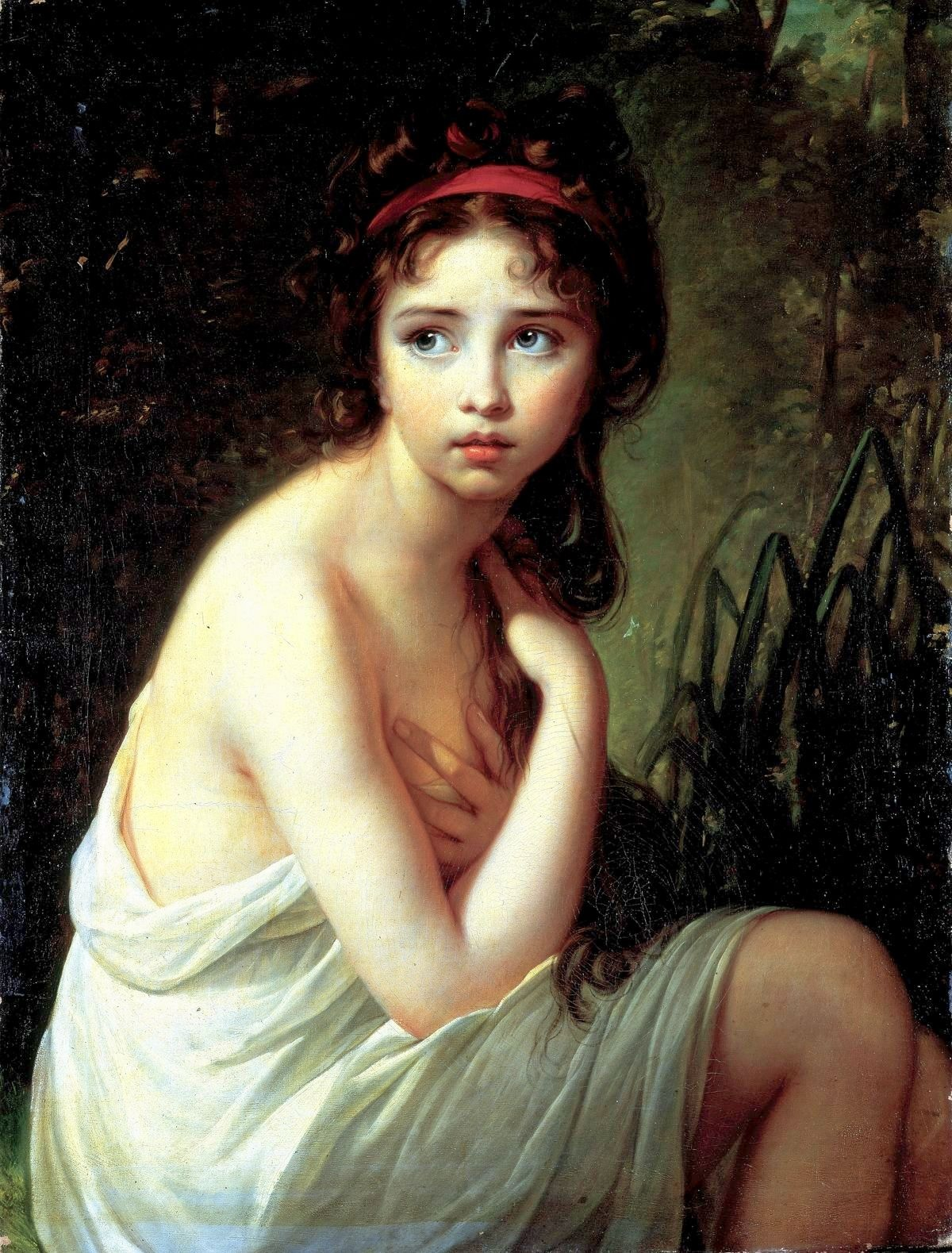
«Купальщица», 1792
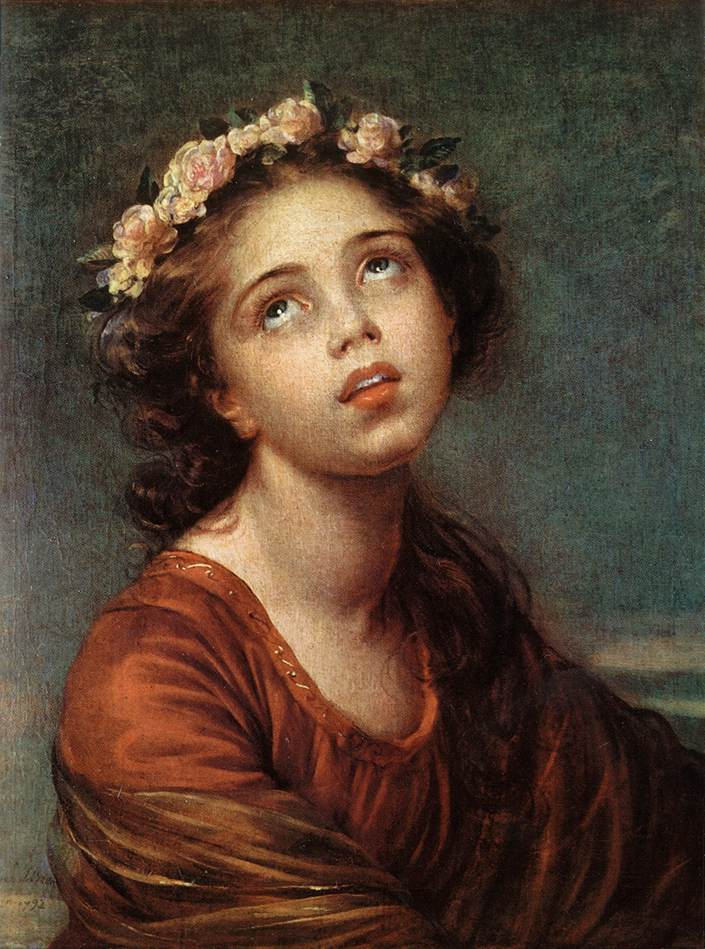
1792
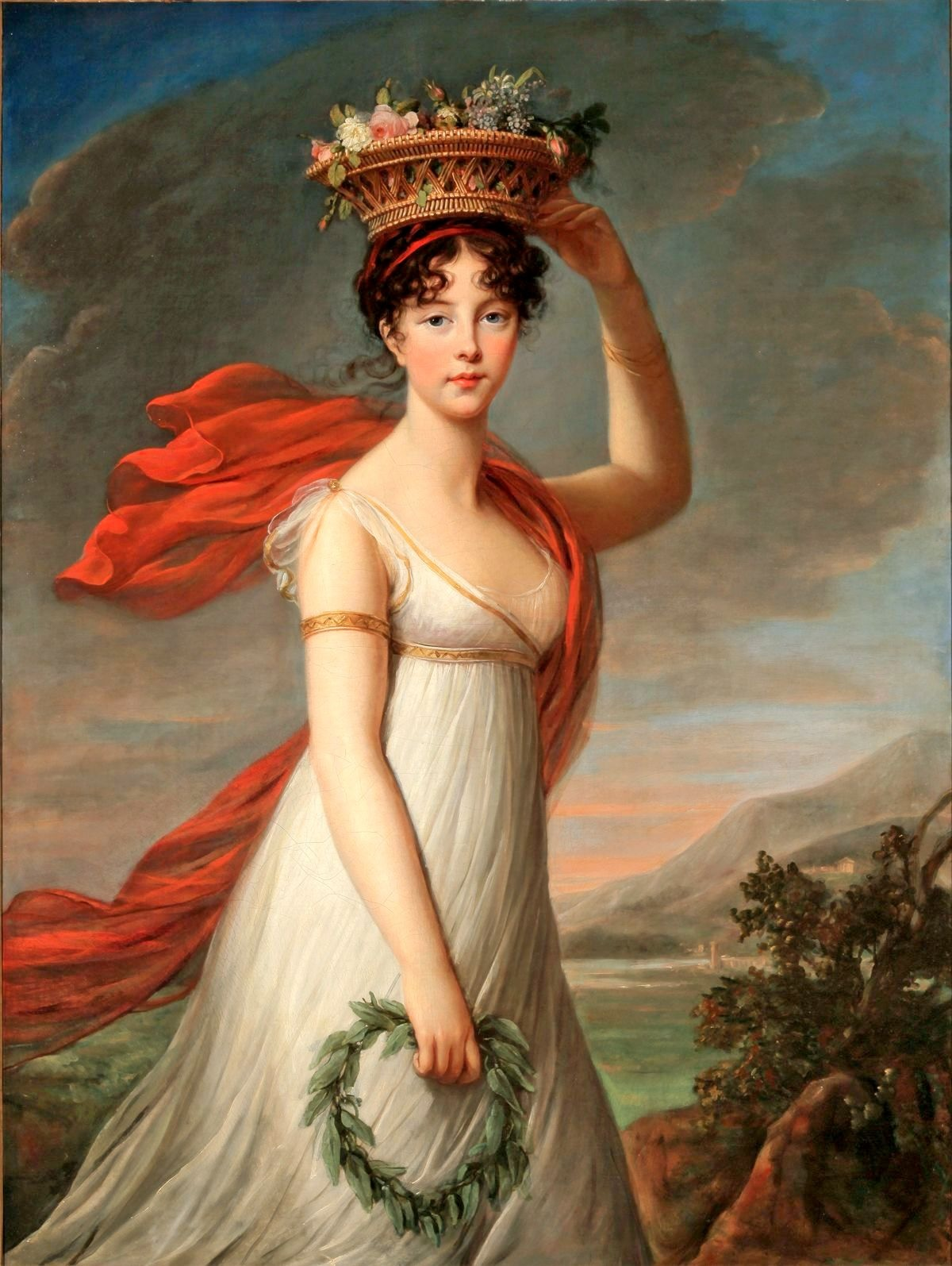
«Портрет Жюли в образе Флоры», 1799